# Фондови жилища
„Фондови жилища“ е сравнително малък жилищен комплекс в град София, район „Сердика“. Намира се в западната част на столицата в непосредствена близост до централната градска част. Предимство за квартала е многото зеленина, останала още от времето, когато тук е имало малки няколкофамилни къщи с дворове. Комплексът е един от най-тихите и спокойни в София и може би единственият, в който няма усилен трафик, а същевременно е разположен достатъчно близо до центъра на града, така че да може да се стигне и пеша. В крайната част на квартала, на ъгъла на ул. Щросмайер и бул. Габрово се намира най-големият в България магазин от веригата „Кауфланд“. Също в близост се намират Mall of Sofia, Арена-Запад, Бизнес Център Глобус, както и магазини от веригите „Билла“, „Carpet MAX“, „Mömax“ и др.
На югозапад от квартал „Фондови жилища“ се намира жк „Света Троица“, на запад е железопътната линия за Кулата и Солун; на североизток се намира трамвайното депо „Банишора“, а на югоизток се простира районът на Централния софийски затвор.

## Архитектура
Още през 1930-те и 1940-те години са построени малки тухлени блокчета на 2 и 3 етажа. На местата на малките къщи в кв. „Фондови жилища“ в началото на 1960-те са построени тухлени блокове на по 3 етажа. В квартала има и панелни блокове от серии Бс-2-69 и Бс-69-Сф, строени през 1970-те и 1980-те години.
В близост до железопътната линия има 2 блока тип ЕПК. В някои части на квартала има и по-нови панелни сгради от последните модификации на Бс-69-Сф. Първите от тях са построени в началото на 1980-те години. В квартала могат да се видят и по-стари къщи с дворове.

## Обществени институции
На територията на „Фондови жилища“ се намира 100 ОУ „Найден Геров“, Частна немска гимназия „Веда“ и 48 ОДЗ.

## Инфраструктура
За пътуване от и за кв. „Фондови жилища“ могат да се ползват:
- трамвай № 11 – спирки „Надлез Надежда“, „Ул. Йосиф Щросмайер“
- автобусите № 77 и 82 – спирки „Надлез Надежда“, „Ул. Иван Йосифов“, „Ул. Йосиф Щросмайер“, „Ул. Крум Хр. Стоянов“.
- тролей № 5 – спирка „Надлез Надежда“.
- автобус № 53 – спирка „Ул. Йосиф Щросмайер“.
- На 10-ина минути път пеша от жилищния комплекс се намира метростанция „Княгиня Мария Луиза“, като чрез метрото може съвсем бързо да се достигне до кварталите около първи и втори метродиаметър.

## Улици и произход на имената им
| Път                      | Наречен на                                               | Местоположение |
| ------------------------ | -------------------------------------------------------- | -------------- |
| „Ген. Георги С. Тодоров“ | Георги Тодоров (1858 – 1934), генерал                    | Карта          |
| „Иван Йосифов“           | ?                                                        | Карта          |
| „Йосиф Щросмайер“        | Йосиф Щросмайер (1815 – 1905), хърватски духовник        | Карта          |
| „Костадин Рачев“         | Костадин Рачев (1915 – 1944), комунистически активист    | Карта          |
| „Куманово“               | Куманово, град в Северна Македония                       | Карта          |
| „Марин Дачев Христов“    | ?                                                        | Карта          |
| „Никола Михайловски“     | Никола Михайловски (1818 – 1892), просветен деец         | Карта          |
| „Пехчево“                | Пехчево, град в Северна Македония                        | Карта          |
| „Подполк. Калитин“       | Павел Калитин (1846 – 1877), руски офицер                | Карта          |
| „Порой“                  | Горни Порой, село в Северна Гърция                       | Карта          |
| „Пражка пролет“          | Пражка пролет (1968), историческо събитие в Чехословакия | Карта          |
| „Скопие“                 | Скопие, столицата на Северна Македония                   | Карта          |
| „Якоруда“                | Якоруда, град в Разложко                                 | Карта          |
| „Янулка Хр. Янева“       | ?                                                        | Карта          |